# Goczewo
Goczewo (ros. Гочево) – wieś (ros. село, trb. sieło) w zachodniej Rosji, w sielsowiecie bobrawskim rejonu biełowskiego w obwodzie kurskim.

## Geografia
Miejscowość położona jest nad rzeką Psioł, 6 km od centrum administracyjnego sielsowietu bobrawskiego Bobrawa, 13,5 km od centrum administracyjnego rejonu Biełaja, 71 km od Kurska.
W granicach miejscowości znajdują się ulice: Wygon, Ługowaja, N. Pachar, Nabierieżnaja, Chutorok.

## Demografia
W 2010 r. miejscowość zamieszkiwało 212 osób.